# Linhai
Linhai (临海市S, LínhǎiP) è una città-contea della Cina, situata nella provincia dello Zhejiang.